# Phiên bản thay thế của Batman
Sau đây là danh sách các phiên bản khác của Batman từ tất cả các phương tiện truyền thông, bao gồm cả đa vũ trụ DC Comics, Elseworlds, truyền hình và phim.

## Truyện tranh

### Miêu tả kinh điển
- Bruce Wayne là Batman gốc. Đây là danh tính bí mật của Batman trong gần như tất cả các đại diện trong các phương tiện truyền thông khác.

- Batman of Zur-En-Arrh là một thay đổi không bị ngăn cấm của cái tôi Bruce Wayne đã xây dựng để bảo vệ mình trong trường hợp tâm lý cơ bản của ông bị tấn công. Batman này tuyên bố "I'm what you get when you take Bruce out of the equation..."

- Azrael, Jean-Paul Valley, trở thành Batman sau khi Bane bẻ gãy lưng Bruce trong câu chuyện năm 1993 Knightfall. Danh tính này được tổ chức bởi rất nhiều nhân vật trong dòng liên tục, và một thời gian sau cái chết của Valley đã được dung bởi một người đàn ông tên là Michael Washington Lane.
- Dick Grayson giả định bản sắc Batman sau khi Azrael bị buộc phải từ bỏ áo choàng, trước sự trở lại của Bruce Wayne. Anh gần đây đã trở thành Batman mới sau cái chết rõ ràng của Bruce.
- Đồng minh với phóng viên Arturo Rodriguez, Black Mask bắt đầu một chiến dịch làm mất uy tín Batman trong War Crimes. Trong khi Rodriguez công kích Batman trên báo, Black Mask thực hiện một loạt các vụ giết người cải trang như Batman.
- Jason Todd xuất hiện trở lại trong loạt Battle for the Cowl. Mặc một phiên bản của trang phục Batman, anh bắt đầu mở rộng việc chống lại làn sóng tội phạm với ít sự nhân đạo để thuyết phục các nạn nhân tội phạm rằng anh là Batman thật và duy nhất. Anh thậm chí còn xây dựng Batcave của riêng mình, nơi anh bỏ đói và tra tấn tội phạm cho đến chết.
- Tim Drake được mô tả như một Batman trong một tương lai có thể trong một số: trong JLA #8 và #9; in Teen Titans (vol. 3) #17-19 và #51-54; và trong Superman/Batman #22 và #23, cũng như mặc trang phục trong Sins of Youth: Robin & Batboy. Trong loạt Battle for the Cowl anh mặc một phiên bản của bộ trang phục Batman.
- Damian Wayne cũng đã được thể hiện như Batman trong một tương lai có thể có trong Batman #666. Cậu được cho thấy là nhắc đến Bruce và Dick là chủ sở hữu trước đây của danh hiệu, và có một con mèo cưng mà cậu trìu mến đặt tên là Alfred.
- Terry McGinnis thể hiện là người kế thừa của danh hiệu trong Batman #700. Damian Wayne cứu cậu như là Batman từ Face-Face khi anh bị bắt làm con tin như một đứa trẻ. Two-Face-Two tin Terry McGinnis là một trong hai con trai sinh đôi của một tỷ phú chứ không phải là Warren và Mary McGinnis. Two-Face-Terry chuyển đổi Terry thành một bản sao thu nhỏ của Joker với chất độc còn sót lại của Clown Prince of Crime quá cố. Damian chế ra thuốc giải độc sau khi anh cứu Terry. Nhiều thập kỷ sau sự kiện này, Damian Wayne co tuổi trở thành người cố vấn của McGinnis, người trở thành Dark Knight mới.

### Flashpoint
Thế giới của Flashpoint là một thực tế thay đổi của Trái đất chính trong Đa vũ trụ DC
- Thomas Wayne được thể hiện đã trở thành Batman trong thực tế thay đổi của loạt Flashpoint, sau khi vợ ông và con trai bị giết hại ngay trước mặt anh [1]. Brian Azzarello, nhà văn của Flashpoint: Batman - Knight of Vengeance, nói về phiên bản này của Batman như sau: "This Batman is older, and he's much more angry. He's not the brilliant detective. He's still a brilliant tactician. I think he's even called that in Flashpoint. But he's much more of a pragmatic individual. His motivations come from a different place, and how he acts on them. It's not what you'd expect from Batman."[2]

#### Vũ trụ thay thế trong dòng liên tục hiện đại
Đa vũ trụ DC bao gồm các thế giới bên ngoài dòng liên tục chính của DC cho phép các nhà văn tự do sáng tạo để khám phá phiên bản thay thế của nhân vật và lịch sử của họ mà không có mâu thuẫn và/hoặc vĩnh viễn thay đổi dòng liên tục chính thức.
- Batman (Earth-Two) được hiển thị là Batman của Golden Age, với một cuộc sống song song với Batman hiện đại, nhưng với một số khác biệt đáng kể. Sinh ra trong thập niên 1910, Bruce Wayne cuối cùng nghỉ hưu như Batman và trở thành Ủy viên Cảnh sát. Anh kết hôn với Selina Kyle và cả hai có một cô con gái, Huntress gốc, Helena Wayne. Cuối cùng, cuộc nghỉ hưu của Batman này bị gián đoạn bởi một nhân vật phản diện, người yêu cầu Bruce Wayne (người mà nhân vật này đã nhầm lẫn trong việc đổ tội mính) phải đối mặt với nhân vật phản diện như là Batman và chết trong thi hành nhiệm vụ. Người cha Thomas Wayne của Bruce Wayne Earth-Two đã mặc một cái gì đó tương tự như trang phục Batman hiện đại, trong khi Bruce còn trẻ, để dùng trong dịp Halloween, cuối cùng ảnh hưởng đến sự lựa chọn của Bruce để trở thành Batman.
- Owlman là phiên bản phản diện của Trái Đất phản vật chất của Batman. Trong hóa thân này, nhận dạng bí mật của Owlman là Thomas Wayne Jr, con trai của Ủy viên cảnh sát thành phố Gotham là Thomas Wayne. Một phiên bản của Owlman cư trú trên Earth-3 mới và là một thành viên của Crime Society of America. Owlman này và nhóm của anh tương tự như Batman của Earth-2 và Justice Society of America.
- Trên Earth-8, một phiên bản của Batman được gọi là "Bat-Soldier" được thể hiện làm việc cho Monarch [3].
- Phiên bản Tangent Comics của Batman là một hiệp sĩ đã từng chiến đấu với Vua Arthur và buộc phải chuộc lỗi cho tội lỗi của mình, tìm kiếm công lý thông qua một bộ áo giáp tồn tại đến muôn đời. Phiên bản này hiện đang sống trên Earth-9.
- Trên Earth-10, Bruce Wayne là một phần của "JL-Axis" và là một chấp hành viên nhiệt thành của Đức Quốc xã [4]. Anh được đặt tên là Leatherwing, và là một phần của Overman Justice League [5].
- Trên Earth-11, là nơi cư trú của các phiên bản đảo ngược giới tính của siêu anh hùng, một phiên bản khác của Batwoman tồn tại trong vị trí của Batman.
- Trên Earth-12, một Batman tương lai tương tự như Batman Terry McGinnis của loạt phim truyền hình Batman Beyond [6].
- Trên Earth-15, cho thấy Bruce Wayne đã chết và rằng Jason Todd đã thay thế anh làm Batman. Todd này gần đây đã bị giết bởi Superboy-Prime trong Countdown #24.
- Batman: Gotham by Gaslight mô tả một Batman người bắt đầu sự nghiệp chống tội phạm của mình vào năm 1889. Batman thay thế này cư trú trên Earth-19.
- Loạt truyện giới hạn Kingdom Come mô tả một Batman, bị tàn phá bởi nhiều năm chống tội phạm, sử dụng một bộ xương ngoài để giữ cho mình và giữ hòa bình trên các đường phố của Gotham sử dụng các robot điều khiển từ xa. Ông là ở cuối độ tuổi trung niên và mang một nụ cười kỳ lạ. Nó không còn là một bí mật rằng ông là Bruce Wayne và được gọi là "Batman" ngay cả khi ông xuất hiện như dân trường. Batman thay thế này cư trú trên Earth-22
- Superman: Red Son mô tả Batman là một kẻ vô chính phủ người Nga có cha mẹ bị giết bởi KGB. Tên thật của anh không được nhắc đến trong câu chuyện. Batman thay thế này cư trú trên Earth-30.
- Batman từ Batman: The Dark Knight Returns của Frank Miller và bản phụ của nó, Batman: The Dark Knight Strikes Again và All Star Batman and Robin the Boy Wonder là một quái hiệp mệt mỏi. Batman thay thế này cư trú trên Earth-31.
- Loạt truyện giới hạn Batman: In Darkest Knight cho thấy một Bruce Wayne thay thế giả định vai trò của Green Lantern thay vì Batman. Batman thay thế này cư trú trên Earth-32.
- Batmage của Earth-33 là từ một thế giới của phép thuật. Cha mẹ của anh đã bị sát hại bởi phù thủy Cobblepot, người nguyền rủa anh vào thế giới của bóng tối, mà từ đó, anh đã làm cho mình là một bậc thầy của nghệ thuật đen tối và kẻ báo thù của công lý.
- Loạt truyện giới hạn JSA: The Liberty Files cho thấy một Batman thay thế là một đặc vụ bí mật của chính phủ được biết đến như Bat trong thời gian Chiến tranh thế giới thứ II. Batman thay thế này cư trú trên Earth-40. Trong khi chiến đấu chống lại Batman ma cà rồng của Earth-43 trong Countdown: Arena #1, anh bị cắn và được cho là bị giết chết. Arena #2 tiết lộ rằng ông đã trở thành một con ma cà rồng. Anh bị giết trong Arena #4 bởi Monarch.
- Loạt truyện giới hạn Batman & Dracula: Red Rain cho thấy một Batman thay thế trở thành một ma cà rồng sau khi chiến đấu với Dracula. Batman thay thế này cư trú trên Earth-43'.
- Trên Earth-51, sau cái chết của Jason Todd, phiên bản này của Batman đã giết chết Joker và sau đó tiến hành giết các nhân vật siêu phản diện DC còn lại và mở ra một thời kỳ vàng son của hòa bình. Batman này sau đó bị giết bởi Ultraman.

### Elseworlds và các phiên bản khác
- Trong Batman: Book of the Dead, cha mẹ của Bruce Wayne là các nhà khảo cổ người đứng trước nguy cơ mở ra một âm mưu chính liên quan đến một thần dơi Ai Cập đã bị xoá hoàn toàn từ lịch sử. Họ bị giết trước mặt Bruce do khám phá của họ, và Bruce trở thành Batman khi anh lấy cảm hứng từ thứ mà sát thủ thực sự đang theo đuổi.
- Trong Detective Comics #500: "To Kill a Legend!", Phantom Stranger cung cấp cho Batman một cơ hội để cứu cha mẹ của mình bằng cách giúp Batman và Robin vào một thế giới mà các cái chết củacha mẹ Bruce là sắp xảy ra một lần nữa. Batman chặn đứng được cái chết cha mẹ trong thế giới này, nhưng hành động này chỉ đơn giản là thay đổi các lý do này của thế giới này khiến Bruce Wayne trở thành Batman, trong khi trước khi anh bắt đầu đào tạo chính mình để trả thù cho cái chết của họ; ở đây anh bắt đầu đào tạo chính mình với cảm hứng từ ví dụ khác của mình.
- Trong Batman: Castle of the Bat, nhà khoa học Bruce Wayne tạo ra và làm sống lại một xác chết chắp vá DNA của dơi và não của cha mình, Thomas Wayne. Bat-Man này thoát ra khỏi lâu đài của Wayne và bắt đầu tấn công những kẻ cướp xe trên dường do những kỷ niệm mơ hồ về cái chết của Thomas Wayne. Thông qua quá trình của câu chuyện, Bat-Man bắt đầu trở thành dơi hơn con người như DNA của dơi bắt đầu chiếm lấy cơ thể.
- Trong Batman: Citizen Wayne, vai trò của Batman được dùng bởi Harvey Dent sau khi toàn bộ khuôn mặt của Havey đã bị phá hủy bởi một kẻ thù. Bruce Wayne là một nhà xuất bản báo chí, người chống đối lại Batman và phương pháp tàn bạo của anh và bám theo sau Batman khi anh ta thực sự giết chết kẻ thù khi tra hỏi; cả hai đều chết trong trận chiến cuối cùng.
- Trong Batman: Digital Justice, thiết lập trong thành phố Gotham tương lai, tính cách của Batman được dùng bởi James Gordon, cháu trai của Jim Gordon. Sau cái chết của cộng sự, sĩ quan Lena Schwartz, James được thúc đẩy bởi những bài báo cũ về Batman mà ông nội của ông giữ, và tìm thấy một bộ đồ Batman mà Bruce đã trao cho Jim làm kỷ niệm.
- Trong Batman: Golden Streets of Gotham, Batman là Bruno Vanekow, một nhân viên đường sắt có cha mẹ chết trong một vụ cháy tương tự như vụ cháy nhà máy Triangle Shirtwaist. Ông đeo một bộ trang phục dơi và hoạt động kiểu Robin Hood, ăn cắp nguồn tiền phong phú và mạnh mẽ của thành phố để quyên góp cho từ thiện.
- Trong Batman: I, Joker, thành phố Gotham của tương lai được cai trị bởi một giáo phái thờ Batman và hậu duệ của anh, Bruce. Mỗi năm một lần, có những người thách thức cố gắng để chống lại các quy định của Batman, nhưng thậm chí còn tồi tệ hơn, Bruce đưa những người này ra khỏi đường phố và biến họ trở thành kẻ thù cũ của Batman với những kỷ niệm của họ. Joker mới nhất, Joe Collins, lưu giữ những kỷ niệm ban đầu của mình do những nỗ lực từ bác sĩ phẫu thuật của Bruce, Doc Klibon, như một cách để gây phiền nhiễu anh ta. Joe, cùng với bạn bè của mình là Marya, là những chiến sĩ tự do cố gắng để ngăn chặn Bruce cho đến khi bị một người bạn của họ phản lại. Joe tìm thấy Batcave gốc, và mặc một bộ trang phục Batman và súng của Joker, đối mặt với Bruce tại thành của mình. Anh tha mạng cho Bruce, nhưng Marya, sau khi bị làm câm bởi Bruce, tự mình giết chết anh ta. Vài tháng sau, cả hai trở thành người bảo vệ thành phố Gotham như Batman và Robin.
- Trong The Batman of Arkham, thiết lập trong năm 1900, Bruce Wayne là một bác sĩ tâm thần điều hành Trại tâm thần Arkham. Batman lấp đầy các phòng giam của Asylum với tội phạm và như Bruce Wayne, anh sử dụng lòng từ bi để chữa trị các cư dân của nó.
- Trong Batman: Scar of the Bat, Bruce Wayne không tồn tại. Thay vào đó, Eliot Ness, lấy cảm hứng từ các nhân vật của phim Zorro và the Bat, đeo một bộ trang phục Batman và bắt đầu bắt giữ bọn côn đồ để biết thông tin về vị trí của một đường dây bất hợp pháp được điều hành bởi Al Capone. Ông được gọi là Batman không chỉ cho vẻ ngoài của mình, nhưng cũng vì sử dụng một cây gậy bóng chày trong lần xuất hiện đầu tiên của mình.
- "The Tyrant" Batman: Shadow of the Bat Annual, 2 (1994).

Trong "The Tyrant", một Batman tham nhũng, dưới ảnh hưởng của Jonathan Crane, kiểm soát thành phố Gotham và biến nó thành một nhà nước cảnh sát. Anh sau đó đánh thuốc cung cấp nước của Gotham như một phương tiện để làm giảm hoạt động tội phạm. Tuy nhiên, Anarky tạo thành một tổ chức đề kháng bí mật chống lại Batman và Crane với một đội quân gồm hầu hết các nhân vật phản diện của Batman. Khi Anarky phát hiện ra kế hoạch bí mật của batman, ông kết hợp các nhân vật phản diện còn lại của thành phố tấn công trung tâm quyền lực của Batman và lật đổ chế độ độc tài của anh. Sau khi sự thao túng của Crane được tiết lộ, Batman thú nhận tội ác của mình cho người dân của thành phố Gotham, người sau đó tự thiêu bên trong Biệt thự Wayne . Câu chuyện kết thúc với một trích dẫn từ câu nói của Mikhail Bakunin: "(Vì lý do của nhà nước) đen trở thành trắng và trắng trở thành đen, khủng khiếp trở thành nhân đạo và các trọng tội hèn nhát và tội ác tàn bạo trở thành hành vi đáng khen.".
- Trong loạt hạn chế Batman: Year 100, một câu chuyện diễn ra ở thành phố Gotham của năm 2039, có một Bat Man bí ẩn chạy xung quanh Gotham. Batman này có mặt từ năm 1939, và không bao giờ được tiết lộ ai là người đằng sau lớp mặt nạ.
- Trong loạt hạn chế Catwoman: Guardian of Gotham, vai trò của Catwoman và Batman đảo ngược, với Selena Kyle là một doanh nhân giàu có người thực ra là nữ anh hùng Catwoman, và Bruce Wayne là kẻ giết người tâm thần.
- Trong dòng liên tục Stan Lee's Just Imagine, Wayne Williams bị đổ tộicho một tội ác mà anh không giờ thực hiện đã trở thành Batman trong một sự kết hợp của Batman và những câu chuyện nguồn gốc của Spider-Man.
- Trong Superman: Speeding Bullets, Thomas và Martha Wayne phát hiện ra con tàu hỏa tiễn của Kal-El và nhận nuôi như là Bruce Wayne. Khi anh chứng kiến cái chết của họ, anh trở thành Batman, khi lớn lên. Anh có một kẻ thù là Lex Luthor, người trở thành Joker khi bị biến dạng trong một tai nạn.
- Trong Batman: Dark Knight Dynasty,, Bruce Wayne lớn lên với cha mẹ, làm nhiều đào tạo bởi vì anh là không chắc chắn về những gì mình muốn làm gì với cuộc sống của chính mình. Cha mẹ của anh được cứu thoát khỏi những tên cướp bởi Vandal Savage, hiện mang tên tên Valentin St Claire, người đã phát triển một sự yêu mến hiếu cho Waynes kể từ khi tổ tiên của Wayne là Sir Joshua của Wainewright thành công trong đánh bại ông. Vandal có một thuộc hạ tên là Scarecrone, người sử dụng sợ hãi để giết Thomas và Martha Wayne bằng cách dọa họ vào nhảy khỏi căn hộ của mình. Bruce Wayne cố gắng tìm ra người chịu trách nhiệm và lý do tại sao, nhưng để bảo vệ vợ mình, Julie Madison, anh quyết định sử dụng một ngụy trang, trở thành Batman dựa trên áo giáp giống dơi được mặc bởi Joshua của Wainewright. Cuối cùng, ông lần theo Vandal, chiến đấu với ông ta trong không gian. Cả hai rơi xuống Trái đất, mặc dù Vandal, bất tử vẫn có thể tái sinh. Cuộc đối đầu này đánh dấu một trong những cuộc đối đầu giữa Vandal và gia đình Wayne; tất cả các cuộc đối đầu kết thúc với Waynes chết trẻ và bạo lực sau khi dùng ngày cuối cùng của mình mặc một bộ trang phục theo chủ đề dơi, mà đỉnh cao trong thế kỷ 25 khi Brenda Wayne có thể bỏ Vandal trôi nổi trên một thiên thạch đã cho ông sức mạnh của mình, mà Vandal đã được tìm kiếm kể từ đó.
- Trong Justice League of America (Vol. 2) #25, vị thần lừa dối Anansi tạo ra một dòng thời gian thay thế. Vào đêm định mệnh, bộ phim mà Bruce đã có ý định để xem, "Zorro", đã được bán hết, vì vậy anh phải xem 1 bộ phim phương Tây bạo lực. Điều này đã mê hoặc anh. Khi vụ này xảy ra, kẻ giết người có được một cái nhìn thoáng qua của khuôn mặt tức giận của Bruce và choáng váng. Bruce lấy súng và giết chết người đàn ông với nó. Cậu bé sau đó lớn lên trở thành Paladin, một tay súng dùng vũ lực chết người chống tội phạm, và bị săn đuổi bởi các cơ quan có thẩm quyền. Anansi sau đó mang Paldin vào dòng thời gian thực tế, nơi anh giúp Vixen và Jutice League chống lại Starbreaker [9].
- Nhiều phiên bản của Batman xuất hiện trong Superman/Batman số #25 "Supermen/Batmen", những người mà đến để trợ giúp cho Batman chính. Trong số đó có Man-Bat; ma cà rồng Batman, một Batman trong bóng tối, ảm đạm, 50/Adam West Batman, Dark Knight Returns Batman, Batman của Golden Age, Batman của O'Neill / Adams, Zebra Batman; và một Batman tương tự như Batman Beyond (mặc dù anh không được hiển thị đầy đủ).

## Phim và truyền hình
- Loạt phim truyền hình Batman và bộ phim 1966, với sự tham gia của Adam West, có tính năng một phiên bản rẻ tiền của nhân vật Batman và nhân vật liên kết, tương tự như phong cách của truyện tranh DC tại thời điểm sản xuất.
- Loạt phim Batman của Tim Burton' là một sự kết hợp của phong cách phim độc đáo của riêng Burton và sự giải thích tối hơn được trình bày trong dòng liên tục của DC vào thời điểm đó. Sau 2 bộ phim đầu, Burton vẫn tiếp tục sản xuất 2 bộ phim tiếp theo, nhưng đã được thay thế là đạo diễn bởi Joel Schumacher. Loạt phim đã trở thành nổi tiếng với thiết kế sản xuất hàng đầu của họ và sự phụ thuộc vào các ngôi sao nổi tiếng để thu hút khán giả. Batman được mô tả như là chua chát và phù phiếm trong suốt loạt phim [10].
  - Batman, đóng bởi Michael Keaton
  - Batman Returns, vẫn bởi Keaton
  - Batman Forever, đóng bởi Val Kilmer
  - Batman and Robin, đóng bởi George Clooney
- Loạt phim của Christopher Nolan' là khởi động lại thương hiệu Batman của Warner Brothers. Diễn viên Christian Bale trong dòng liên tục mới được dựa trên Batman: The Man Who Falls, Batman: Year One và Batman: The Long Halloween. Bộ phim đầu mô tả Bruce Wayne là một người đàn ông trẻ bối rối và thất vọng, không có khả năng đối phó với những cái chết của cha mẹ hoặc những bất công của thành phố Gotham, và dành 7 năm tự lưu vong khỏi Gotham trong thời gian anh sống trên đường phố và thậm chí là tiến hành trộm cắp (mặc dù có một công ty riêng của mình), cho đến khi bị giam giữ trong một trại tù Trung Quốc và sau đó được tiếp cận bởi Ra's al Ghul, người mà anh nhận được sự đào tạo của League of Shadows, vốn cho phép anh trở thành Batman. Batman là chỉ đơn thuần là một ý tưởng được sử dụng bởi Wayne nhằm "lan truyền nỗi sợ hãi trong số những kẻ là con mồi của sợ hãi" (tội phạm) [nghiên cứu ban đầu]. Wayne không phải là hoàn toàn riêng biệt với tính cách Batman từ cá tính riêng của mình. Theo đó, Bale chỉ được liệt kê là "Bruce Wayne" trong credits của The Dark Knight. Wayne dựa vào ox Lucius để cung cấp cho mình với các công cụ cơ bản, áo giáp, vũ khí và phương tiện cần thiết để là "Batman" (điều này tương phản sắc nét với dòng liên tục truyện tranh, trong đó Lucius Fox là chỉ đơn thuần là các giám đốc điều hành của các cổ phần của công ty Bruce Wayne và tự mình Wayne đã làm chủ được các kỹ năng cần thiết để thiết kế và xây dựng thiết bị, áo giáp, vũ khí và phương tiện riêng của mình). Dòng liên tục bao gồm:
  - Batman Begins
  - Batman: Gotham Knight
  - The Dark Knight
  - The Dark Knight Rises
- Vũ trụ hoạt hình của DC bắt đầu với Batman: The Animated Series, đặc trưng một Batman mới tối và nghiêm túc hơn lồng tiếng bởi Kevin Conroy. Thông tin trong câu chuyện cho thấy Bruce Wayne là sinh vào khoảng năm 1960.
  - Batman: The Animated Series
  - Superman: The Animated Series
  - The New Batman Adventures
  - Batman Beyond được thiết lập gần 50 năm sau Batman: The Animated Series, và có tính năng Bruce Wayne 80 tuổi đóng vai trò là người cố vấn cho Terry McGinnis, Batman mới.
  - Justice League, lần lượt với hai Batmen hoạt hình, thay thế:
    - Trong "The Savage Time", cha mẹ Bruce Wayne đứng lên chống lại chế độ độc tài của Vandal Savage và bị giết, khiến Bruce trở thành một chiến sĩ chiến đấu tự do cũng được gọi là Batman.
    - In "A Better World", Batman là một thành viên của Justice Lords, những người gần như độc tài thống trị Trái Đất.

  - Justice League Unlimited
- Teen Titans/Teen Titans Go - Batman không trực tiếp xuất hiện trong truyện, nhưng có một vài tài liệu tham khảo liên quan:
  - "Apprentice Part 2": Sau khi Robin nói với Slade rằng cậu có một người cha, một đàn dơi bay qua màn hình. Một tòa nhà đặc biệt mà Robin đánh cắp từ đó là của Wayne Enterprises (tiết lộ sau khi một cảnh chiến đấu).
  - "Go": Khi đến thành phố Jump City, một tên cướp ngân hàng mà Robin đuổi theo nói: "Này, đây không phải là thành phố của mày. Không phải là mày đi cùng với...", nhưng bị chặn lại trước khi nói về Batman.

Batman và Justice League thực hiện một vai trò nhỏ trong truyện tranh 'Teen Titans Go #45. Anh kể lại nguồn gốc của Robin trong #47 và xem Titans Tower vào cuối câu chuyện.
- The Batman tính năng một Batman hoạt hình mới bên ngoài dòng liên tục của DCAU. Loạt phim có tính năng các phiên bản khác nhau của hầu hết các nhân vật và đối kháng trước đây chưa từng ở trong hoặc ngoài truyện tranh.
- Batman: The Brave and the Bold tính năng một Batman nhẹ hơn, hợp tác với anh hùng khác. Chương trình này thậm chí còn có các tài liệu tham khảo khác nhau tới loạt phim truyền hình năm 1960.
- Trong Birds of Prey, Batmađược xem như một huyền thoại hay huyền thoại đô thị, biến mất một cách bí ẩn khỏi New Gotham, để Barbara Gordon và cô con gái là Helena Kyle bảo vệ thành phố.